# Neckar Mistral
La Neckar Mistral est un coupé sportif présenté en 1962 par le constructeur allemand Neckar, filiale du groupe italien Fiat.

## Histoire
Neckar, filiale allemande du groupe italien Fiat, présente durant l'automne 1962 un élégant coupé Siata 1500 TS Coupé. Devant l'accueil très favorable de la clientèle allemande, la direction de Neckar obtient de Fiat le droit d'assembler ce modèle dans l'usine d'Heilbronn en le renommant Mistral.
Il est bon de rappeler qu'à cette époque, les droits de douane relatifs à l'importation de produits manufacturés étaient plus que prohibitifs. En France, les droits de douane étaient de 90% en 1959, de 70% en 1961, à 50% en juillet 1962. Le 1er juillet 1967, malgré la libre circulation des marchandises dans le Marché Commun, ces droits étaient encore de 15% avant de disparaître complètement le 1er juillet 1968.
La Neckar 1500 TS Mistral était en fait un modèle développé et produit par SIATA, une entreprise fondée en 1926 à Turin en Italie et spécialiste des versions spéciales d'automobiles sur la base de modèles Fiat, présenté au Salon de l'automobile de Turin en automne 1960. On devinait, comme sur la Maserati Mistral, la touche du styliste Giovanni Michelotti, notamment au niveau de la face avant traitée à la manière des Triumph contemporaines dont il était l'auteur.
Le nouveau coupé 1500 TS "Mistral" est une voiture "italo-allemande" puisqu'elle est construite chez SIATA à Turin. Elle a d'abord été commercialisée en Allemagne en 1962 sous la marque Fiat-NSU puis Fiat Neckar à partir de 1964. Cette voiture a vu le jour parce que Fiat Auto n'envisageait pas de proposer dans sa gamme très étendue de modèles, un second coupé directement dérivé de la Fiat 1500. Fiat avait déjà confié à Pininfarina le soin de fabriquer les versions coupé et cabriolet basées sur les Fiat 1200 - 1300 - 1500 puis 1600. La SIATA-Neckar Mistral était donc à la Fiat 1500 ce que la 2300 S Ghia était à la grande routière Fiat 2300 à 6 cylindres.

## Caractéristiques générales
Le moteur Fiat 4 cylindres de la Neckar Mistral était le moteur qui équipait la berline Fiat 1500 avec une cylindrée de 1481 cm3 et un taux de compression de 8,8. Grâce au travail de SIATA et la présence de deux carburateurs, le moteur de la 1500 TS développait 94 ch contre 80 sur la berline de série. Par rapport à la berline, ni la boîte de vitesses ni le pont arrière n'ont été modifiés, seul le levier de vitesses est passé du volant au plancher, ce qui permettait des manœuvres plus rapides. En ce qui concerne la suspension, les éléments de la berline étaient conservés mais surbaissés, les ressorts arrière sont différents et la barre stabilisatrice recalculée. Tout le reste, direction, freins à disque à l'avant et à tambours à l'arrière ont été conservés, avec toutefois des réglages différents pour adapter la Mistral à ses performances supérieures.

### L'essai de l'Auto-Journal
Les essais des pilotes de la revue "L'Auto-Journal" ont atteint sur l'anneau de Montlhéry exactement 160,3 km/h et, avec quatre personnes à bord 155 km/h. Le moteur Fiat-Siata de la Mistral faisait preuve de nervosité mais aussi d'une grande souplesse, ce qui lui permettait de rouler en ville sans difficulté même en quatrième à 40 km/h au compteur. Cette qualité était précieuse avec la boîte de vitesses Fiat, encore améliorée grâce au court levier de vitesses direct monté au plancher et non plus sous le volant. Sa synchronisation est très satisfaisante et même la première peut être enclenchée sans précaution en marche, ce qui était encore rare en 1960.
Grâce à sa carrosserie bien profilée, la consommation n'atteint pas des valeurs exagérées comparativement aux performances, moins de 10 litres aux 100 km en moyenne.
L'accessibilité aux deux places avant est très facile grâce aux larges portières et à la hauteur du toit, tandis que les places arrière sur une petite banquette sont évidemment un peu sacrifiées. Grâce aux dossiers inclinables, même des personnes de forte taille ou corpulentes se trouvent très à l'aise pour conduire et encore plus au large à la place du passager. La position du volant est plaisante ainsi que l'ambiance de l'habitacle. Les diverses commandes sont bien placées à portée de la main du conducteur et le tableau de bord est assez impressionnant avec sa batterie de cadrans et son grand compte-tours. Le coffre à bagages est vaste et bien conçu, ce qui est rare sur un coupé.